# Temporada 2025 del Campeonato del Mundo de Moto2
La temporada 2025 del Campeonato del Mundo de Moto2 será la 16.ª edición de este campeonato creado en 2010. Este campeonato será parte de la 77.ª edición del Campeonato del Mundo de Motociclismo.

## Calendario
El calendario provisional fue anunciado el 26 de septiembre de 2024.
| Ronda                                                | Gran Premio                            | Circuito                                                            | Fecha                    |
| ---------------------------------------------------- | -------------------------------------- | ------------------------------------------------------------------- | ------------------------ |
| 1                                                    | Gran Premio de Tailandia               | Circuito Internacional de Chang, Buriram                            | 28 de febrero-2 de marzo |
| 2                                                    | Gran Premio de Argentina               | Autódromo Internacional de Termas de Río Hondo, Santiago del Estero | 14-16 de marzo           |
| 3                                                    | Gran Premio de las Américas            | Circuito de las Américas, Austin                                    | 28-30 de marzo           |
| 4                                                    | Gran Premio de Catar                   | Circuito Internacional de Losail, Lusail                            | 11-13 de abril           |
| 5                                                    | Gran Premio de España                  | Circuito de Jerez, Jerez de la Frontera                             | 25-27 de abril           |
| 6                                                    | Gran Premio de Francia                 | Circuito de Bugatti, Le Mans                                        | 9-11 de mayo             |
| 7                                                    | Gran Premio del Reino Unido            | Circuito de Silverstone, Silverstone                                | 23-25 de mayo            |
| 8                                                    | Gran Premio de Aragón                  | Motorland Aragón, Alcañiz                                           | 6-8 de junio             |
| 9                                                    | Gran Premio de Italia                  | Autódromo Internacional del Mugello, Scarperia                      | 20-22 de junio           |
| 10                                                   | Gran Premio de los Países Bajos        | Circuito de Assen, Assen                                            | 27-29 de junio           |
| 11                                                   | Gran Premio de Alemania                | Sachsenring, Hohenstein-Ernstthal                                   | 11-13 de julio           |
| 12                                                   | Gran Premio de la República Checa      | Autódromo de Brno, Brno                                             | 18-20 de julio           |
| 13                                                   | Gran Premio de Austria                 | Red Bull Ring, Spielberg                                            | 15-17 de agosto          |
| 14                                                   | Gran Premio de Hungría                 | Circuito de Balaton Park, Balatonfőkajár                            | 22-24 de agosto          |
| 15                                                   | Gran Premio de Cataluña                | Circuito de Barcelona-Cataluña, Montmeló                            | 5-7 de septiembre        |
| 16                                                   | Gran Premio de San Marino              | Misano World Circuit Marco Simoncelli, Misano Adriatico             | 12-14 de septiembre      |
| 17                                                   | Gran Premio de Japón                   | Mobility Resort Motegi, Motegi                                      | 26-28 de septiembre      |
| 18                                                   | Gran Premio de Indonesia               | Circuito Urbano Internacional de Mandalika, Lombok                  | 3-5 de octubre           |
| 19                                                   | Gran Premio de Australia               | Circuito de Phillip Island, Isla Phillip                            | 17-19 de octubre         |
| 20                                                   | Gran Premio de Malasia                 | Circuito Internacional de Sepang, Sepang                            | 24-26 de octubre         |
| 21                                                   | Gran Premio de Portugal                | Autódromo Internacional do Algarve, Portimão                        | 7-9 de noviembre         |
| 22                                                   | Gran Premio de la Comunidad Valenciana | Circuito Ricardo Tormo, Valencia                                    | 14-16 de noviembre       |
| Notas: Actualizado al 26 de septiembre de 2024 1. 2. |                                        |                                                                     |                          |

### Cambios en el calendario
- El Gran Premio de Tailandia se convierte en la apertura del campeonato al ser adelantado al inicio de marzo,[2] con ello el Gran Premio de Catar pierde esa condición al ser retrasado a abril debido a que en marzo el país estará inmerso en el Ramadán.
- Se modifica los meses de disputa de los Grandes Premios de Gran Bretaña que pasa de agosto a mayo, de Portugal que se se disputará en noviembre tras hacerlo en marzo y de alternan entre Aragón y Cataluña los meses de junio y septiembre.
- Pendiente a la homologación por la FIM, el Gran Premio de Hungría aparece en el calendario para disputarse en Balaton Park, suponiendo el retorno del campeonato del mundo a Hungría por primera vez desde 1992.[3]
- Se recupera el Gran Premio de Argentina no disputado en 2024 por la situación política del país.
- El Gran Premio de la República Checa volverá al campeonato después de dejarse de celebrar en 2020.[4]
- El Gran Premio de Kazajistán no aparece ni siquiera en el calendario provisional tras las cancelaciones de 2023 y 2024. Tampoco lo hace el Gran Premio de la India que fue también cancelado en 2024, aunque si se disputó en 2023, y se asegura un posible retorno para 2026.[5]
- Desaparece el Gran Premio de Emilia-Romaña tras disputarse en 2024 debido a las cancelaciones durante esta temporada.

## Equipos y pilotos
| Equipo                        | Constructor | Moto  | N.º | Piloto                  | Rondas      |
| ----------------------------- | ----------- | ----- | --- | ----------------------- | ----------- |
| Blu Cru Pramac Yamaha Moto2   | Boscoscuro  | B-25  | 14  | Tony Arbolino           | 1-13        |
| Blu Cru Pramac Yamaha Moto2   | Boscoscuro  | B-25  | 28  | Izan Guevara            | 1-13        |
| Elf Marc VDS Racing Team      | Boscoscuro  | B-25  | 12  | Filip Salač             | 1-10, 12-13 |
| Elf Marc VDS Racing Team      | Boscoscuro  | B-25  | 96  | Jake Dixon              | 1-13        |
| QJMotor - Frinsa - MSi        | Boscoscuro  | B-25  | 3   | Sergio García           | 4-8         |
| QJMotor - Frinsa - MSi        | Boscoscuro  | B-25  | 4   | Iván Ortolá             | 1-13        |
| QJMotor - Frinsa - MSi        | Boscoscuro  | B-25  | 19  | Unai Orradre            | 13          |
| QJMotor - Frinsa - MSi        | Boscoscuro  | B-25  | 61  | Eric Fernández          | 9-12        |
| QJMotor - Frinsa - MSi        | Boscoscuro  | B-25  | 66  | Óscar Gutiérrez         | 1-3         |
| SpeedRS Team                  | Boscoscuro  | B-25  | 13  | Celestino Vietti        | 1-13        |
| SpeedRS Team                  | Boscoscuro  | B-25  | 21  | Alonso López            | 1-13        |
| Klint Forward Factory Team    | Forward     | F2    | 9   | Jorge Navarro           | 1-13        |
| Klint Forward Factory Team    | Forward     | F2    | 11  | Álex Escrig             | 1-6, 8-13   |
| Klint Forward Factory Team    | Forward     | F2    | 17  | Daniel Muñoz            | 6-7         |
| Fantic Racing Lino Sonego     | Kalex       | Moto2 | 7   | Barry Baltus            | 1-13        |
| Fantic Racing Lino Sonego     | Kalex       | Moto2 | 44  | Arón Canet              | 1-13        |
| Fantic Racing Redemption      | Kalex       | Moto2 | 54  | Mattia Pasini           | 12-13       |
| RW - Idrofoglia Racing GP     | Kalex       | Moto2 | 71  | Ayumu Sasaki            | 1-13        |
| RW - Idrofoglia Racing GP     | Kalex       | Moto2 | 84  | Zonta van den Goorbergh | 1-13        |
| CFMoto Aspar Team             | Kalex       | Moto2 | 27  | Daniel Holgado          | 1-13        |
| CFMoto Aspar Team             | Kalex       | Moto2 | 80  | David Alonso            | 1-13        |
| Idemitsu Honda Team Asia      | Kalex       | Moto2 | 23  | Taiga Hada              | 11-12       |
| Idemitsu Honda Team Asia      | Kalex       | Moto2 | 41  | Nakarin Atiratphuvapat  | 8-10, 13    |
| Idemitsu Honda Team Asia      | Kalex       | Moto2 | 64  | Mario Aji               | 1-5, 7      |
| Idemitsu Honda Team Asia      | Kalex       | Moto2 | 92  | Yuki Kunii              | 1-13        |
| Italtrans Racing Team         | Kalex       | Moto2 | 10  | Diogo Moreira           | 1-13        |
| Italtrans Racing Team         | Kalex       | Moto2 | 99  | Adrián Huertas          | 1-6, 8-13   |
| Liqui Moly Dynavolt Intact GP | Kalex       | Moto2 | 18  | Manuel González         | 1-13        |
| Liqui Moly Dynavolt Intact GP | Kalex       | Moto2 | 81  | Senna Agius             | 1-13        |
| OnlyFans American Racing Team | Kalex       | Moto2 | 16  | Joe Roberts             | 1-13        |
| OnlyFans American Racing Team | Kalex       | Moto2 | 24  | Marcos Ramírez          | 1-13        |
| Italjet Gresini Moto2         | Kalex       | Moto2 | 15  | Darryn Binder           | 1-6, 8-13   |
| Italjet Gresini Moto2         | Kalex       | Moto2 | 75  | Albert Arenas           | 1-13        |
| Red Bull KTM Ajo              | Kalex       | Moto2 | 17  | Daniel Muñoz            | 8, 13       |
| Red Bull KTM Ajo              | Kalex       | Moto2 | 53  | Deniz Öncü              | 1-12        |
| Red Bull KTM Ajo              | Kalex       | Moto2 | 95  | Collin Veijer           | 1-6, 9-13   |
| AGR Team Fusport              | Kalex       | Moto2 | 40  | Milan Pawelec           | 12          |

| Leyenda             | Leyenda |
| ------------------- | ------- |
| Piloto titular      |         |
| Piloto invitado     |         |
| Piloto de reemplazo |         |

### Cambios de equipos
- El Elf Marc VDS Racing Team pasará a usar chasis Boscoscuro, abandonando Kalex.
- El Blu Cru Pramac Yamaha Moto2 entrará al campeonato sustituyendo al Yamaha VR46 Master Camp Team. Además, pasará a usar chasis Boscoscuro.
- El Pertamina Mandalika SAG Team abandona Moto2 de cara a 2025, sin ser sustituido por otro equipo.[28]
- Husqvarna y CFMoto (Pertenencientes al grupo KTM) abandonan la categoría, volviendo Kalex al equipo Liqui Moly Dynavolt Intact GP, mientras que CFMoto seguirá patrocinando al CFMoto Aspar Team con el mismo chasis Kalex.

### Cambios de pilotos
- Jake Dixon abandonará el CFMoto Aspar Team para irse al Elf Marc VDS Racing Team.
- Ivan Ortolá asciende desde la categoría de Moto3 manteniéndose en el MT Helmets - MSi.
- Celestino Vietti llega al Beta Tools Speed Up desde el Red Bull KTM Ajo.
- David Alonso, campeón del mundo de Moto3 en 2024, promociona con el CFMoto Aspar Team a la categoría de Moto2.
- Daniel Holgado, subcampeón del mundo de Moto3 en 2024, llegará al CFMoto Aspar Team tras estar dos años en el equipo Tech 3 de Moto3.
- Manuel González y Darryn Binder cambian sus asientos para esta temporada, conduciendo Manuel González para el desde el Liqui Moly Dynavolt Intact GP y Darryn Binder para el QJMotor Gresini Moto2.
- El Red Bull KTM Ajo contará con Collin Veijer, que asciende de la categoría de Moto3.
- Adrián Huertas, campeón del mundo de Supersport300 en 2021 y campeón del mundo de Supersport en 2024, dará el salto a Moto2 con el Italtrans Racing Team.
- Yuki Kunii hará su debut en el campeonato de Moto2, tras ser campeón All Japan Road Race Championship en la categoría Superstock 1000 en 2024. Lo hará con el Idemitsu Honda Team Asia, equipo con el que ya corrió en Moto3 en 2020 y 2021.
- Ayumu Sasaki recalará en el equipo RW Racing GP.
- El Pramac Yamaha Moto2 contará con los pilotos Toni Arbolino e Izan Guevara, provenientes ambos del Elf Marc VDS Racing Team y del CFMoto Aspar Team respectivamente.
- Jorge Navarro correrá a tiempo completo en el Klint Forward Factory Team, quien previamente ya realizó en la temporada anterior varios wildcards con este mismo equipo.
- Jaume Masiá y Daniel Muñoz pierden su asiento en Moto2 tras la salida de su equipo, el Pertamina Mandalika SAG Team de la categoría.[28]
- Tras los primeros ocho grandes premios del campeonato, el QJMotor - Frinsa - MSi anuncia la salida de Sergio García.[29]
- Desde el Gran Premio de Italia, Eric Fernández es piloto del QJMotor - Frinsa - MSi en sustitución de Sergio García.[10]
- Desde el Gran Premio de Austria, Unai Orradre se convierte en piloto del QJMotor - Frinsa - MSi en sustitución de Eric Fernández.[9]

## Resultados

### Resultados por Gran Premio
| Ronda | Gran Premio                            | Pole position   | Vuelta rápida   | Piloto ganador  | Equipo ganador                | Constructor ganador |
| ----- | -------------------------------------- | --------------- | --------------- | --------------- | ----------------------------- | ------------------- |
| 1     | Gran Premio de Tailandia               | Manuel González | Manuel González | Manuel González | Liqui Moly Dynavolt Intact GP | Kalex               |
| 2     | Gran Premio de Argentina               | Manuel González | Jake Dixon      | Jake Dixon      | Elf Marc VDS Racing Team      | Boscoscuro          |
| 3     | Gran Premio de las Américas            | Jake Dixon      | Manuel González | Jake Dixon      | Elf Marc VDS Racing Team      | Boscoscuro          |
| 4     | Gran Premio de Catar                   | Manuel González | Barry Baltus    | Arón Canet      | Fantic Racing Lino Sonego     | Kalex               |
| 5     | Gran Premio de España                  | Manuel González | Manuel González | Manuel González | Liqui Moly Dynavolt Intact GP | Kalex               |
| 6     | Gran Premio de Francia                 | Manuel González | Barry Baltus    | Manuel González | Liqui Moly Dynavolt Intact GP | Kalex               |
| 7     | Gran Premio del Reino Unido            | Arón Canet      | Manuel González | Senna Agius     | Liqui Moly Dynavolt Intact GP | Kalex               |
| 8     | Gran Premio de Aragón                  | Diogo Moreira   | Diogo Moreira   | Deniz Öncü      | Red Bull KTM Ajo              | Kalex               |
| 9     | Gran Premio de Italia                  | Diogo Moreira   | Manuel González | Manuel González | Liqui Moly Dynavolt Intact GP | Kalex               |
| 10    | Gran Premio de los Países Bajos        | Diogo Moreira   | Diogo Moreira   | Diogo Moreira   | Italtrans Racing Team         | Kalex               |
| 11    | Gran Premio de Alemania                | Jake Dixon      | Diogo Moreira   | Deniz Öncü      | Red Bull KTM Ajo              | Kalex               |
| 12    | Gran Premio de la República Checa      | Barry Baltus    | Joe Roberts     | Joe Roberts     | OnlyFans American Racing Team | Kalex               |
| 13    | Gran Premio de Austria                 | Manuel González | David Alonso    | Diogo Moreira   | Italtrans Racing Team         | Kalex               |
| 14    | Gran Premio de Hungría                 |                 |                 |                 |                               |                     |
| 15    | Gran Premio de Cataluña                |                 |                 |                 |                               |                     |
| 16    | Gran Premio de San Marino              |                 |                 |                 |                               |                     |
| 17    | Gran Premio de Japón                   |                 |                 |                 |                               |                     |
| 18    | Gran Premio de Indonesia               |                 |                 |                 |                               |                     |
| 19    | Gran Premio de Australia               |                 |                 |                 |                               |                     |
| 20    | Gran Premio de Malasia                 |                 |                 |                 |                               |                     |
| 21    | Gran Premio de Portugal                |                 |                 |                 |                               |                     |
| 22    | Gran Premio de la Comunidad Valenciana |                 |                 |                 |                               |                     |

### Campeonato de pilotos
Sistema de puntuación
Los puntos se reparten entre los quince primeros clasificados en acabar la carrera. 
Sistema de puntuación de 1993 hasta 2022:
| Posición | 1.º | 2.º | 3.º | 4.º | 5.º | 6.º | 7.º | 8.º | 9.º | 10.º | 11.º | 12.º | 13.º | 14.º | 15.º |
| Puntos   | 25  | 20  | 16  | 13  | 11  | 10  | 9   | 8   | 7   | 6    | 5    | 4    | 3    | 2    | 1    |

| Pos. | Piloto                  | Moto       | Equipo                        | THA | ARG | AME | QAT | SPA | FRA | GBR | ARA | ITA | NED | GER | CZE | AUT | HUN | CAT | RSM | JPN | INA | AUS | MAL | POR | VAL | Ptos. |
| ---- | ----------------------- | ---------- | ----------------------------- | --- | --- | --- | --- | --- | --- | --- | --- | --- | --- | --- | --- | --- | --- | --- | --- | --- | --- | --- | --- | --- | --- | ----- |
| 1    | Manuel González         | Kalex      | Liqui Moly Dynavolt Intact GP | 1   | 2   | 22  | 3   | 1   | 1   | Ret | 9   | 1   | 3   | 4   | 3   | Ret |     |     |     |     |     |     |     |     |     | 188   |
| 2    | Arón Canet              | Kalex      | Fantic Racing Lino Sonego     | 2   | 4   | 4   | 1   | 8   | 3   | 4   | 6   | 3   | 2   | 7   | Ret | 10  |     |     |     |     |     |     |     |     |     | 169   |
| 3    | Diogo Moreira           | Kalex      | Italtrans Racing Team         | 4   | Ret | 21  | 5   | 4   | 4   | 2   | 2   | 4   | 1   | Ret | Ret | 1   |     |     |     |     |     |     |     |     |     | 153   |
| 4    | Barry Baltus            | Kalex      | Fantic Racing Lino Sonego     | 6   | 12  | 7   | 6   | 2   | 2   | Ret | 3   | 11  | Ret | 2   | 2   | 7   |     |     |     |     |     |     |     |     |     | 143   |
| 5    | Jake Dixon              | Boscoscuro | Elf Marc VDS Racing Team      | 7   | 1   | 1   | Ret | 9   | 5   | 9   | 13  | 17  | 4   | 3   | 11  | 20  |     |     |     |     |     |     |     |     |     | 119   |
| 6    | Celestino Vietti        | Boscoscuro | SpeedRS Team                  | Ret | 3   | 20  | 7   | 7   | 8   | 6   | 18  | 5   | 11  | 5   | 5   | 3   |     |     |     |     |     |     |     |     |     | 106   |
| 7    | Deniz Öncü              | Kalex      | Red Bull KTM Ajo              | 12  | 14  | Ret | 2   | 5   | 17  | 19  | 1   | 6   | Ret | 1   | 13  | INJ |     |     |     |     |     |     |     |     |     | 100   |
| 8    | Albert Arenas           | Kalex      | Italjet Gresini Moto2         | 11  | 10  | 23  | 9   | 6   | 6   | 12  | 12  | 2   | 7   | Ret | 10  | 4   |     |     |     |     |     |     |     |     |     | 94    |
| 9    | Senna Agius             | Kalex      | Liqui Moly Dynavolt Intact GP | 3   | 13  | 23  | 14  | 3   | 14  | 1   | 4   | 13  | 9   | 11  | 15  | Ret |     |     |     |     |     |     |     |     |     | 93    |
| 10   | Marcos Ramírez          | Kalex      | OnlyFans American Racing Team | 5   | 5   | 11  | 8   | 11  | 15  | 10  | 8   | 10  | 6   | Ret | 7   | 12  |     |     |     |     |     |     |     |     |     | 84    |
| 11   | Joe Roberts             | Kalex      | OnlyFans American Racing Team | 18  | 16  | 25  | 15  | 11  | 12  | 8   | 7   | 9   | 5   | 6   | 1   | Ret |     |     |     |     |     |     |     |     |     | 80    |
| 12   | Daniel Holgado          | Kalex      | CFMoto Aspar Team             | 8   | 9   | 8   | 4   | Ret | 16  | 18  | Ret | 15  | 10  | 12  | 4   | 2   |     |     |     |     |     |     |     |     |     | 80    |
| 13   | Filip Salač             | Boscoscuro | Elf Marc VDS Racing Team      | 9   | Ret | Ret | 10  | 10  | 7   | 7   | 5   | 12  | Ret | 10  | 8   | 11  |     |     |     |     |     |     |     |     |     | 71    |
| 14   | Izan Guevara            | Boscoscuro | Blu Cru Pramac Yamaha Moto2   | 16  | 15  | 5   | 22  | Ret | Ret | 5   | 11  | 7   | Ret | 8   | 6   | 9   |     |     |     |     |     |     |     |     |     | 62    |
| 15   | Alonso López            | Boscoscuro | SpeedRS Team                  | 10  | 8   | 3   | 16  | DSQ | 10  | 11  | 10  | 14  | 8   | Ret | 18  | 16  |     |     |     |     |     |     |     |     |     | 58    |
| 16   | Tony Arbolino           | Boscoscuro | Blu Cru Pramac Yamaha Moto2   | 13  | 11  | 2   | 20  | 15  | Ret | 14  | 17  | 18  | 13  | Ret | 19  | 5   |     |     |     |     |     |     |     |     |     | 45    |
| 17   | David Alonso            | Kalex      | CFMoto Aspar Team             | 21  | 20  | 14  | 11  | Ret | 11  | 3   | Ret | 8   | Ret | Ret | 9   | Ret |     |     |     |     |     |     |     |     |     | 43    |
| 18   | Iván Ortolá             | Boscoscuro | QJMotor - Frinsa - MSi        | 22  | 19  | 6   | 18  | 18  | 9   | Ret | 14  | 16  | Ret | 13  | 12  | 6   |     |     |     |     |     |     |     |     |     | 36    |
| 19   | Collin Veijer           | Kalex      | Red Bull KTM Ajo              | 20  | 24  | 10  | 13  | 14  | Ret | INJ | INJ | 20  | 14  | 16  | 16  | 8   |     |     |     |     |     |     |     |     |     | 21    |
| 20   | Zonta van den Goorbergh | Kalex      | RW - Idrofoglia Racing GP     | 24  | 17  | 13  | 12  | 20  | 19  | 13  | 16  | Ret | 12  | 17  | 20  | 21  |     |     |     |     |     |     |     |     |     | 14    |
| 21   | Darryn Binder           | Kalex      | Italjet Gresini Moto2         | 17  | 6   | DNS | Ret | 19  | WD  | INJ | Ret | 21  | Ret | 15  | 17  | 15  |     |     |     |     |     |     |     |     |     | 12    |
| 22   | Ayumu Sasaki            | Kalex      | RW - Idrofoglia Racing GP     | 23  | 18  | 19  | Ret | Ret | 20  | 17  | Ret | 19  | 15  | 9   | Ret | 13  |     |     |     |     |     |     |     |     |     | 11    |
| 23   | Álex Escrig             | Forward    | Klint Forward Factory Team    | DNS | 7   | 15  | 21  | 17  | WD  | INJ | 21  | 24  | 16  | 20  | 21  | 19  |     |     |     |     |     |     |     |     |     | 10    |
| 24   | Mario Aji               | Kalex      | Idemitsu Honda Team Asia      | 15  | Ret | 9   | 23  | DNS | INJ | WD  | INJ | INJ | INJ | INJ | INJ | INJ |     |     |     |     |     |     |     |     |     | 8     |
| 25   | Adrián Huertas          | Kalex      | Italtrans Racing Team         | 14  | Ret | 16  | 17  | 13  | 18  | INJ | 19  | 22  | Ret | 18  | 14  | 18  |     |     |     |     |     |     |     |     |     | 7     |
| 26   | Óscar Gutiérrez         | Boscoscuro | QJMotor - Frinsa - MSi        | 25  | 22  | 12  |     |     |     |     |     |     |     |     |     |     |     |     |     |     |     |     |     |     |     | 4     |
| 27   | Sergio García           | Boscoscuro | QJMotor - Frinsa - MSi        | INJ | INJ | INJ | 19  | 22  | 13  | 16  | 20  |     |     |     |     |     |     |     |     |     |     |     |     |     |     | 3     |
| 28   | Jorge Navarro           | Forward    | Klint Forward Factory Team    | Ret | 21  | 18  | 25  | 21  | Ret | 15  | 23  | Ret | Ret | 14  | 22  | 17  |     |     |     |     |     |     |     |     |     | 3     |
| 29   | Daniel Muñoz            | Forward    | Klint Forward Factory Team    |     |     |     |     |     | 21  | 21  |     |     |     |     |     |     |     |     |     |     |     |     |     |     |     | 3     |
| 29   | Daniel Muñoz            | Kalex      | Red Bull KTM Ajo              |     |     |     |     |     |     |     | 15  |     |     |     |     | 14  |     |     |     |     |     |     |     |     |     | 3     |
| 30   | Yuki Kunii              | Kalex      | Idemitsu Honda Team Asia      | 19  | 23  | 17  | 24  | 16  | 22  | 20  | 22  | 23  | Ret | 19  | 23  | 24  |     |     |     |     |     |     |     |     |     | 0     |
| 31   | Eric Fernández          | Boscoscuro | QJMotor - Frinsa - MSi        |     |     |     |     |     |     |     |     | 26  | 17  | Ret | 25  |     |     |     |     |     |     |     |     |     |     | 0     |
| 32   | Taiga Hada              | Kalex      | Idemitsu Honda Team Asia      |     |     |     |     |     |     |     |     |     |     | 21  | 24  |     |     |     |     |     |     |     |     |     |     | 0     |
| 33   | Mattia Pasini           | Kalex      | Fantic Racing Redemption      |     |     |     |     |     |     |     |     |     |     |     | Ret | 22  |     |     |     |     |     |     |     |     |     | 0     |
| 34   | Unai Orradre            | Boscoscuro | QJMotor - Frinsa - MSi        |     |     |     |     |     |     |     |     |     |     |     |     | 23  |     |     |     |     |     |     |     |     |     | 0     |
| 35   | Nakarin Atiratphuvapat  | Kalex      | Idemitsu Honda Team Asia      |     |     |     |     |     |     |     | 24  | 25  | Ret |     |     | 25  |     |     |     |     |     |     |     |     |     | 0     |
|      | Milan Pawelec           | Kalex      | AGR Team Fusport              |     |     |     |     |     |     |     |     |     |     |     | Ret |     |     |     |     |     |     |     |     |     |     | 0     |
| Pos. | Piloto                  | Moto       | Equipo                        | THA | ARG | AME | QAT | SPA | FRA | GBR | ARA | ITA | NED | GER | CZE | AUT | HUN | CAT | RSM | JPN | INA | AUS | MAL | POR | VAL | Ptos. |

| Color     | Resultado                                                               |
| --------- | ----------------------------------------------------------------------- |
| Oro       | Ganador                                                                 |
| Plata     | 2.ª plaza                                                               |
| Bronce    | 3.ª plaza                                                               |
| Verde     | Finalizó en los puntos                                                  |
| Azul      | Finalizó sin puntos                                                     |
| Azul      | NC - No clasificado                                                     |
| Violeta   | Ret - No terminó (Carrera)                                              |
| Rojo      | DNQ - No se clasificó                                                   |
| Negro     | DSQ - Descalificado                                                     |
| Blanco    | DNS - No empezó (carrera)                                               |
| Blanco    | WD - Retirado (fin de semana)                                           |
| Blanco    | C - Carrera cancelada                                                   |
| Sin color | DNP - Inscrito pero no participó                                        |
| Sin color | INJ - Lesionado                                                         |
| Sin color | EX - Excluido                                                           |
| Estado    | Resultado                                                               |
| Negrita   | Pole position                                                           |
| Cursiva   | Vuelta rápida                                                           |
| †         | Abandona, pero clasifica al completar el porcentaje requerido para ello |

### Campeonato de Constructores
| Pos. | Constructor | THA | ARG | AME | QAT | SPA | FRA | GBR | ARA | ITA | NED | GER | CZE | AUT | HUN | CAT | RSM | JPN | INA | AUS | MAL | POR | VAL | Ptos. |
| ---- | ----------- | --- | --- | --- | --- | --- | --- | --- | --- | --- | --- | --- | --- | --- | --- | --- | --- | --- | --- | --- | --- | --- | --- | ----- |
| 1    | Kalex       | 1   | 2   | 4   | 1   | 1   | 1   | 1   | 1   | 1   | 1   | 1   | 1   | 1   |     |     |     |     |     |     |     |     |     | 308   |
| 2    | Boscoscuro  | 7   | 1   | 1   | 7   | 7   | 5   | 5   | 5   | 5   | 4   | 3   | 5   | 3   |     |     |     |     |     |     |     |     |     | 177   |
| 3    | Forward     | Ret | 7   | 15  | 21  | 17  | 21  | 15  | 21  | 24  | 16  | 14  | 21  | 17  |     |     |     |     |     |     |     |     |     | 13    |
| Pos. | Constructor | THA | ARG | AME | QAT | SPA | FRA | GBR | ARA | ITA | NED | GER | CZE | AUT | HUN | CAT | RSM | JPN | INA | AUS | MAL | POR | VAL | Ptos. |

### Campeonato de Equipos
| Pos. | Equipo                        | N.º. Moto | THA | ARG | AME | QAT | SPA | FRA | GBR | ARA | ITA | NED | GER | CZE | AUT | HUN | CAT | RSM | JPN | INA | AUS | MAL | POR | VAL | Ptos. |
| ---- | ----------------------------- | --------- | --- | --- | --- | --- | --- | --- | --- | --- | --- | --- | --- | --- | --- | --- | --- | --- | --- | --- | --- | --- | --- | --- | ----- |
| 1    | Fantic Racing Lino Sonego     | 7         | 6   | 12  | 7   | 6   | 2   | 2   | Ret | 3   | 11  | Ret | 2   | 2   | 7   |     |     |     |     |     |     |     |     |     | 312   |
| 1    | Fantic Racing Lino Sonego     | 44        | 2   | 4   | 4   | 1   | 8   | 3   | 4   | 6   | 3   | 2   | 7   | Ret | 10  |     |     |     |     |     |     |     |     |     | 312   |
| 2    | Liqui Moly Dynavolt Intact GP | 18        | 1   | 2   | 22  | 3   | 1   | 1   | Ret | 9   | 1   | 3   | 4   | 3   | Ret |     |     |     |     |     |     |     |     |     | 281   |
| 2    | Liqui Moly Dynavolt Intact GP | 81        | 3   | 13  | 23  | 14  | 3   | 14  | 1   | 4   | 13  | 9   | 11  | 15  | Ret |     |     |     |     |     |     |     |     |     | 281   |
| 3    | Elf Marc VDS Racing Team      | 12        | 9   | Ret | Ret | 10  | 10  | 7   | 7   | 5   | 12  | Ret | 10  | 8   | 11  |     |     |     |     |     |     |     |     |     | 190   |
| 3    | Elf Marc VDS Racing Team      | 96        | 7   | 1   | 1   | Ret | 9   | 5   | 9   | 13  | 17  | 4   | 3   | 11  | 20  |     |     |     |     |     |     |     |     |     | 190   |
| 4    | OnlyFans American Racing Team | 16        | 18  | 16  | 25  | 15  | 11  | 12  | 8   | 7   | 9   | 5   | 6   | 1   | Ret |     |     |     |     |     |     |     |     |     | 164   |
| 4    | OnlyFans American Racing Team | 24        | 5   | 5   | 11  | 8   | 12  | 15  | 10  | 8   | 10  | 6   | Ret | 7   | 12  |     |     |     |     |     |     |     |     |     | 164   |
| 5    | SpeedRS Team                  | 13        | Ret | 3   | 20  | 7   | 7   | 8   | 6   | 18  | 5   | 11  | 5   | 5   | 3   |     |     |     |     |     |     |     |     |     | 164   |
| 5    | SpeedRS Team                  | 21        | 10  | 8   | 3   | 16  | DSQ | 10  | 11  | 10  | 14  | 8   | Ret | 18  | 16  |     |     |     |     |     |     |     |     |     | 164   |
| 6    | Italtrans Racing Team         | 10        | 4   | Ret | 21  | 5   | 4   | 4   | 2   | 2   | 4   | 1   | Ret | Ret | 1   |     |     |     |     |     |     |     |     |     | 160   |
| 6    | Italtrans Racing Team         | 99        | 14  | Ret | 16  | 17  | 13  | 18  | INJ | 19  | 22  | Ret | 18  | 14  | 18  |     |     |     |     |     |     |     |     |     | 160   |
| 7    | Red Bull KTM Ajo              | 17        |     |     |     |     |     |     |     | 15  |     |     |     |     | 14  |     |     |     |     |     |     |     |     |     | 124   |
| 7    | Red Bull KTM Ajo              | 53        | 12  | 14  | Ret | 2   | 5   | 17  | 19  | 1   | 6   | Ret | 1   | 13  | INJ |     |     |     |     |     |     |     |     |     | 124   |
| 7    | Red Bull KTM Ajo              | 95        | 20  | 24  | 10  | 13  | 14  | Ret | INJ | INJ | 20  | 14  | 16  | 16  | 8   |     |     |     |     |     |     |     |     |     | 124   |
| 8    | CFMoto Aspar Team             | 27        | 8   | 9   | 8   | 4   | Ret | 16  | 18  | Ret | 15  | 10  | 12  | 4   | 2   |     |     |     |     |     |     |     |     |     | 123   |
| 8    | CFMoto Aspar Team             | 80        | 21  | 20  | 14  | 11  | Ret | 11  | 3   | Ret | 8   | Ret | Ret | 9   | Ret |     |     |     |     |     |     |     |     |     | 123   |
| 9    | Blu Cru Pramac Yamaha Moto2   | 14        | 13  | 11  | 2   | 20  | 15  | Ret | 14  | 17  | 18  | 13  | Ret | 19  | 5   |     |     |     |     |     |     |     |     |     | 107   |
| 9    | Blu Cru Pramac Yamaha Moto2   | 28        | 16  | 15  | 5   | 22  | Ret | Ret | 5   | 11  | 7   | Ret | 8   | 6   | 9   |     |     |     |     |     |     |     |     |     | 107   |
| 10   | Italjet Gresini Moto2         | 15        | 17  | 6   | DNS | Ret | 19  | WD  | INJ | Ret | 21  | Ret | 15  | 17  | 15  |     |     |     |     |     |     |     |     |     | 106   |
| 10   | Italjet Gresini Moto2         | 75        | 11  | 10  | 23  | 9   | 6   | 6   | 12  | 12  | 2   | 7   | Ret | 10  | 4   |     |     |     |     |     |     |     |     |     | 106   |
| 11   | QJMotor - Frinsa - MSi        | 3         | INJ | INJ | INJ | 19  | 22  | 13  | 16  | 20  |     |     |     |     |     |     |     |     |     |     |     |     |     |     | 43    |
| 11   | QJMotor - Frinsa - MSi        | 4         | 22  | 19  | 6   | 18  | 18  | 9   | Ret | 14  | 16  | Ret | 13  | 12  |     |     |     |     |     |     |     |     |     |     | 43    |
| 11   | QJMotor - Frinsa - MSi        | 19        |     |     |     |     |     |     |     |     |     |     |     |     | 23  |     |     |     |     |     |     |     |     |     | 43    |
| 11   | QJMotor - Frinsa - MSi        | 61        |     |     |     |     |     |     |     |     | 26  | 17  | Ret | 25  |     |     |     |     |     |     |     |     |     |     | 43    |
| 11   | QJMotor - Frinsa - MSi        | 66        | 25  | 22  | 12  |     |     |     |     |     |     |     |     |     |     |     |     |     |     |     |     |     |     |     | 43    |
| 12   | RW - Idrofoglia Racing GP     | 71        | 23  | 18  | 19  | Ret | Ret | 20  | 17  | Ret | 19  | 15  | 9   | Ret | 13  |     |     |     |     |     |     |     |     |     | 25    |
| 12   | RW - Idrofoglia Racing GP     | 84        | 24  | 17  | 13  | 12  | 20  | 19  | 13  | 16  | Ret | 12  | 17  | 20  | 21  |     |     |     |     |     |     |     |     |     | 25    |
| 13   | Klint Forward Factory Team    | 9         | Ret | 21  | 18  | 25  | 21  | Ret | 15  | 23  | Ret | Ret | 14  | 22  | 17  |     |     |     |     |     |     |     |     |     | 13    |
| 13   | Klint Forward Factory Team    | 11        | DNS | 7   | 15  | 21  | 17  | WD  | INJ | 21  | 24  | 16  | 20  | 21  | 19  |     |     |     |     |     |     |     |     |     | 13    |
| 13   | Klint Forward Factory Team    | 17        |     |     |     |     |     | 21  | 21  |     |     |     |     |     |     |     |     |     |     |     |     |     |     |     | 13    |
| 14   | Idemitsu Honda Team Asia      | 23        |     |     |     |     |     |     |     |     |     |     | 21  | 24  |     |     |     |     |     |     |     |     |     |     | 8     |
| 14   | Idemitsu Honda Team Asia      | 34        | 15  | Ret | 9   | 23  | DNS | INJ | WD  | INJ | INJ | INJ | INJ | INJ | INJ |     |     |     |     |     |     |     |     |     | 8     |
| 14   | Idemitsu Honda Team Asia      | 41        |     |     |     |     |     |     |     | 24  | 25  | Ret |     |     | 25  |     |     |     |     |     |     |     |     |     | 8     |
| 14   | Idemitsu Honda Team Asia      | 92        | 19  | 23  | 17  | 24  | 16  | 22  | 20  | 22  | 23  | Ret | 19  | 23  | 24  |     |     |     |     |     |     |     |     |     | 8     |
| Pos. | Equipo                        | N.º. Moto | THA | ARG | AME | QAT | SPA | FRA | GBR | ARA | ITA | NED | GER | CZE | AUT | HUN | CAT | RSM | JPN | INA | AUS | MAL | POR | VAL | Ptos. |